# Phil Dalhausser
Phil Dalhausser, född 26 januari 1980 i Baden, Schweiz, är en amerikansk beachvolleybollspelare. Han och hans partner, Todd Rogers, blev AVP-tourmästare år 2007 och även världsmästare i beachvolleyboll samma år. 

## Biografi
Dalhausser föddes i Baden, Aargau, Schweiz, till en tysk far, Peter, och en schweizisk mamma, Marianne. Hans bror Mark bor i Brooklyn, New York. Phil Dalhausser bor numera i Ventura, Kalifornien. Han gick på Mainland High School i Daytona Beach, Florida. Dalhausser började spela volleyboll under hans sista år på gymnasiet. Han spelade vid University of Central Florida där han blev "Most Valuable Player" och fick William G. Morgan Award för bästa spelare. Han avlade civilekonomexamen på UCF och spelade för klubbens volleybollag. Efter college arbetade han en tid på ett betongföretag och arbetade sedan en kort tid på ett företag som målade ränder på Floridas motorvägar. Dalhausser bodde tidigare i Florida. 
Under 2007 vann Dalhausser och Todd Rogers FIVB VM i Gstaad, Schweiz, och blev genom detta den första amerikanska beachvolleyboll laget att vinna guldmedalj på turneringen.
Dalhausser kvalificerade sig att representera USA med sin lagkamrat Todd Rogers, för OS i Peking 2008 där de vann guld.